# 弗雷斯内拉图尔
弗雷斯内拉图尔（法語：Freycenet-la-Tour，法語發音：[fʁɛsnɛ la tuʁ]）是法国上卢瓦尔省的一个市镇，位于该省东南部，属于勒皮区。

## 地理
弗雷斯内拉图尔（44°56'20"N, 4°3'35"E）面积7.93 平方千米，位于法国奥弗涅-罗讷-阿尔卑斯大区上盧瓦爾省，该省份为法国中南部省份，北起多姆山省和卢瓦尔省，西接康塔爾省，南至洛泽尔省，东临阿尔代什省。
与弗雷斯内拉图尔接壤的市镇（或旧市镇、城区）包括：莱塞斯塔布勒、弗雷斯内拉屈什、洛索讷、加泽耶河畔勒莫纳斯捷、穆代尔。

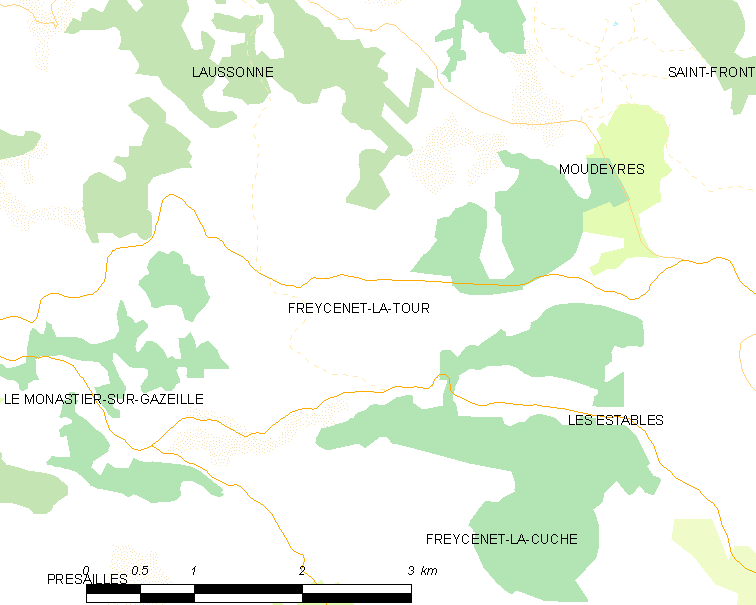
弗雷斯内拉图尔的OSM定位图

弗雷斯内拉图尔的时区为UTC+01:00、UTC+02:00（夏令时）。

## 行政
弗雷斯内拉图尔的邮政编码为43150，INSEE市镇编码为43098。

## 政治
弗雷斯内拉图尔所属的省级选区为梅藏县。

## 人口

1962-2008年间弗雷斯内拉图尔人口变化图示

弗雷斯内拉图尔于2022年1月1日时的人口数量为114人。